# ノギンスク
座標: 北緯55度51分 東経38度27分 / 北緯55.850度 東経38.450度

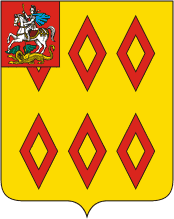
ノギンスクの紋章

ノギンスク（ロシア語: Ногинск, 英語: Noginsk）は、ロシアのモスクワ州にある都市。人口は10万3891人（2021年） 。首都モスクワから東へ30km。オカ川の左支流・クリャージマ川沿いにある。

## 歴史
ノギンスクの村は1389年にロゴージ（Рогожь）の名で記録に初出し、1506年にはスタールイ・ラゴージスキー・ヤム（Старый Рогожский Ям）と呼ばれる交易の町であった。エカチェリーナ2世の時代の1781年に町として認可され、この時に生神女庇護祭にちなんでボゴローツク（ボゴロツク、Богородск）と呼ばれるようになった。19世紀半ばには巨大な綿紡績工場ボゴローディツェ・グルホフスカヤ（Богородице-Глуховская、1990年まではグルホフスキー綿紡績工場）が設立され以後繊維産業の町として栄えた。
1930年、ボルシェヴィキの活動家で1918年に初代商工人民委員となったヴィクトル・ノギン（Виктор Павлович Ногин）を記念してノギンスクとなり現在に至っているが、ボゴローツクの名は地元の醸造工場や交通企業などに現在に至るまで残っている。

## 産業・交通

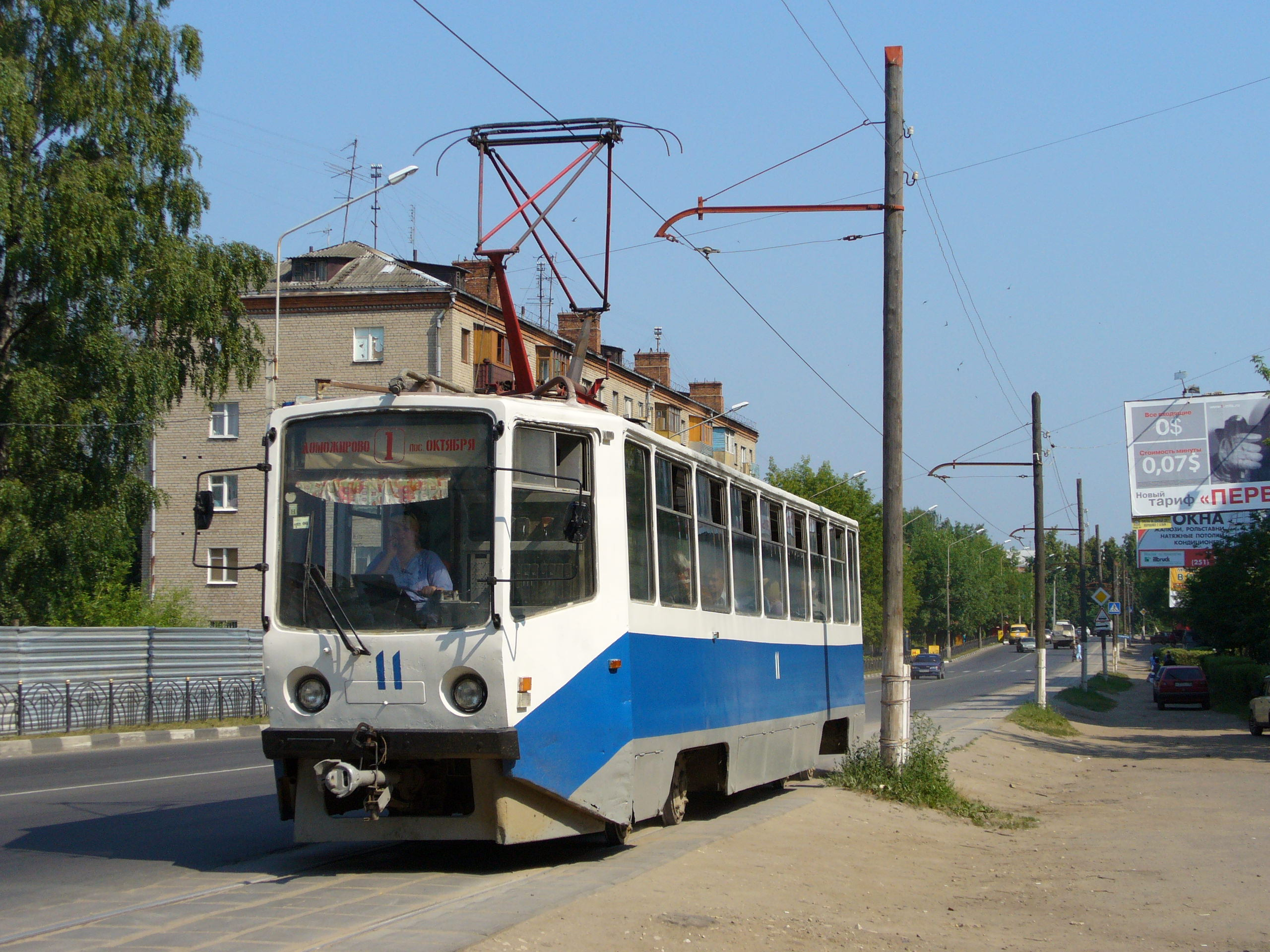
ノギンスクの路面電車

19世紀のはじめから20世紀の後半まで綿製品、絹製品、羊毛製品などを生産する繊維業の中心地であった。21世紀の現在では繊維工業は衰退し、窯業（二つの大企業を含む）、食品工業（魚製品の大企業を含む）、醸造業（ロシア最大級の酒造企業も立地する）、建材工業に集中しておりモスクワ近郊の工業地帯の一角をなす。
ノギンスクは交通の中心地でもあり、首都モスクワからウラジーミルを経てニジニ・ノヴゴロド、カザン、ウファを結ぶロシア連邦道路M7（欧州自動車道路E22の一部）が通り、モスクワ環状道路A107が交差する。また既存の高速道路の南に新たな有料道路が建設されており、完成後はモスクワ都心から20分で到達できるようになる。市内にはかつて長さ13.7kmの小さな路面電車の路線があり（ノギンスク市電）、1923年に着工し1924年3月2日から営業を開始していたが、2013年に運行休止となりそのまま廃止された。A107を南へ行くと、重工業の町エレクトロスタリが隣接する。クリャージマ川を南東へ下ると、ニジニ・ノヴゴロドへの鉄道上の町であるパヴロフスキー・ポサドがある。その他、周囲の都市にはエレクトロゴルスク、エレクトロウグリなどの工業都市がある。
ノギンスクにはロシアのラジオ局ラジオ・マヤーク（Радио Маяк）の本部があり、長波ラジオの送信施設も位置する。